# Rolling in the Deep
"Rolling in the Deep" là bài hát của nữ ca sĩ-nhạc sĩ người Anh Adele trong album phòng thu thứ hai của cô mang tên 21. Ca khúc được sáng tác bởi Adele và Paul Epworth, được chính Adele miêu tả là một "giai điệu disco trầm mang chất blue và phúc âm". Được coi là một trong những bản hit đa thể loại nhất tại Hoa Kỳ kể từ 25 năm qua, "Rolling in the Deep" lập kỉ lục khi được yêu cầu phát sóng trên các đài phát thanh nhiều nhất từ rất nhiều định dạng radio khác nhau. Bài hát lần đầu tiên được phát hành vào ngày 29 tháng 11 năm 2010 dưới dạng đĩa đơn kĩ thuật số. Lời bài hát mô tả cảm xúc giận dữ và phẫn nộ của một người phụ nữ khi nếm trải sự phản bội trong tình yêu.
"Rolling in the Deep" nhận được rất nhiều nhận xét tích cực và hoan nghênh nhiệt liệt từ phía công chúng cũng như các nhà phê bình âm nhạc, ca khúc đã giúp tạo một bước ngoặt đột phá trong sự nghiệp thương mại cũng như đem lại rất nhiều thành công trên thế giới cho Adele. Bài hát lần lượt đạt vị trí quán quân tại 11 quốc gia và nằm trong tốp 5 ở nhiều nước trên thế giới. Đây cũng là ca khúc đầu tiên của Adele giành vị trí số một tại Mỹ (trong bảy tuần), đồng thời bài hát cũng dẫn đầu rất nhiều bảng xếp hạng của Billboard, trong đó có bảng xếp hạng đĩa đơn chính thức của quốc gia này - Billboard Hot 100. Đến tháng 2 năm 2012, ca khúc đã tiêu thụ được 7,6 triệu bản tại Hoa Kỳ, trở thành đĩa đơn kỹ thuật số bán chạy nhất đối với một nữ nghệ sĩ nữ ở Mỹ, đĩa đơn thứ hai bán chạy nhất tại Mỹ và cũng là đĩa đơn bán chạy nhất ngoài quê hương của Adele thuộc về "Chasing Pavements". Bài hát có 65 tuần xuất hiện trên bảng xếp hạng, trở thành bài hát có nhiều tuần thứ tư trên bảng xếp hạng, cân bằng thành tích của Jewel với đĩa đơn kép "Foolish Games"/"You Were Meant for Me". Trên toàn thế giới, "Rolling in the Deep" là ca khúc kĩ thuật số bán chạy nhất năm 2011 với doanh số trên 8,2 triệu bản,. Tính đến nay, bài hát đã tiêu thụ được hơn 14 triệu bản và trở thành một trong những đĩa đơn bán chạy nhất mọi thời đại.
Trong tháng 7 năm 2011, video âm nhạc cho ca khúc cho được đề cử bảy giải MTV Video Music Awards 2011, trở thành video âm nhạc được đề cử nhiều nhất trong năm và đã giành được ba giải thưởng là Biên tập xuất sắc nhất, Quay phim xuất sắc nhất và Chỉ đạo nghệ thuật xuất sắc nhất. "Rolling in the Deep" đồng thời cũng giành vị trí quán quân trên bảng xếp hạng Billboard Hot 100 cuối năm. Vào ngày 12 tháng 2 năm 2012, "Rolling in the Deep" tiếp tục nhận được ba giải Grammy ở hạng mục Thu âm của năm, Bài hát của năm và Video âm nhạc xuất sắc nhất. Các nhà phê bình và các ấn phẩm âm nhạc đánh giá rất cao ca khúc trong danh sách xếp hạng cuối năm.
"Rolling in the Deep" là bài hát thứ tư giành vị trí quán quân trên bảng xếp hạng âm nhạc Billboard cuối năm và giành chiến thắng cả hai giải Grammy ở hạng mục Thu âm của năm và Bài hát của năm trong cùng một năm, sau "Bridge Over Troubled Water" của Simon & Garfunkel trong năm 1970/1971, "The First Time Ever I Saw Your Face" của Roberta Flack năm 1972/1973 và "Bette Davis Eyes" của Kim Carnes vào năm 1981/1982.

## Sáng tác
Trong một cuộc phỏng vấn, Adele bày tỏ những sự e dè ban đầu trước buổi gặp Epworth do phong cách âm nhạc khác nhau của họ, nhưng vẫn mô tả sự hợp tác giữa họ "tâm đầu ý hợp." Cô cũng coi Epworth là người có công giúp cô tăng dần sự tự tin và cho rằng, "Anh ấy giúp tôi bộc lộ mình rất nhiều. Anh ấy cũng giúp giọng tôi nổi bật hơn nữa — có những nốt tôi thậm chí không bao giờ nghĩ mình sẽ đạt tới thì tôi lại làm được."
"Rolling in the Deep" được viết ở khóa đô thứ (si thứ khi biểu diễn trực tiếp.), ở nhịp 4/4 với nhịp độ 105 nhịp một phút. Bài hát sử dụng quãng năm đúng ở chuỗi C5–G5–B♭5–G5–B♭5. Quãng giọng của Adele kéo dài từ B♭3 tới D5, nốt cao nhất hát bằng giọng head voice.
Theo nhà nhận xét Bill Lamb, bài hát kếp hợp "nhịp điệu mạnh bạo", "tiếng đàn piano giục giã" và "giọng hát bè trầm bổng". Giọng ca của Adele được miêu tả là "phần nào giống giọng ca của [Wanda] Jackson mang hơi hướng blues." Theo Nadine Cheung từ AOL Radio Blog thì bài hát "được cất lời từ quan điểm của một người đang yêu nhưng bị khinh rẻ, và người ấy cuối cùng cũng tìm được ánh sáng, mặc cho sự ân hận và lòng trắc ẩn, người ấy vẫn không lựa chọn sự hòa giải."
Bài hát được truyền cảm hứng bởi một tài xế xe buýt tour diễn tại Hoa Kỳ từng học tại Nashville, và sáng tác bởi Epworth và Adele trong một buổi chiều duy nhất sau khi Adele chia tay bạn trai của cô. Bài hát là "phản ứng của cô với việc 'bị bảo rằng đời tôi sẽ nhàm chán và cô đơn và đáng bỏ đi, và rằng tôi là kẻ yếu đuối nếu tôi không có không có ai để yêu. Tôi cảm thấy bị xúc phạm, và viết bài đó như một câu "f**k you" đáp trả.'"

## Tiếp nhận phê bình
Bài hát nhận được sự hoan nghênh đối với giọng hát mạnh mẽ của Adele, sự mạnh mẽ đó làm nổi bật lời bài hát và phối nhạc của bài hát. The Sun gọi bài hát là "một bản anh hùng ca, những nhịp chân dậm mạnh của một ca khúc pop, cộng thêm là tiếng đàn piano dồn dập, một giọng hát mà bạn mong chờ từ một người từng trải 20 năm trên đường đời." Bill Lamb từ About.com tặng ca khúc 5 sao trên 5. Anh nói: "'Rolling in the Deep' [...] không bỏ phí thời gian để đại diện cho giọng ca blues tuyệt vời và quyền uy của cô ấy. Ngay từ 5 giây đầu tiên cô ấy đã bắt đầu bộc lộ cảm xúc ngày càng quyết liệt, là kết quả trong sự tưởng tượng hận thù chống đối lại người yêu của mình, một người sai trái. Giọng của cô ấy càng ngày càng khiến chúng ta ớn lạnh xương sống, và, khi cô ấy ở trong một tâm trạng như thế, báo trước ca khúc sẽ thu hút sự chú ý của bạn. Một khi bạn nghe "Rolling in the Deep," bạn sẽ đếm từng ngày trước khi album chính thức ra lò.". Jason Lipshutz từ Billboard khen ngợi "đoạn điệp khúc sâu sắc" và cảm thấy rằng bài hát "đặt sự nhấn mạnh quan trọng trong đoạn điệp khúc nhưng việc sắp xếp nhiều nhạc cụ đem lại cho cô ca sĩ người Anh này những tiếng rên rỉ chưa nghe thấy bao giờ." Lipshutz cũng đánh giá cao giọng ca của Adele khi viết, "Bước nhảy vọt đáng chú ý trong giọng hát tự tin của Adele là điểm nổi bật của ca khúc này. Cô ấy nhẹ nhàng kéo dài những câu cuối cùng của các đoạn nhạc và rồi tấn công vào đoạn điệp khúc buồn bã đó bằng những từ ngữ trong câu, 'You could have had it all,' (Anh đã có thể có tất cả) và tiếp tục." Barry Walters của Rolling Stone tặng cho bài hát những nhận xét tích cực khi cho rằng "'Rolling in the Deep' tìm thấy một giọng ca 22 tuổi đầy chất blues và phúc âm, những âm thanh mạnh mẽ nhưng không giống pop. Bắt đầu với những nhịp acoustic ghita, ca khúc phá vỡ buổi sáng này dần dần mạnh lên, những tiếng vỗ tay mãnh liệt đã khẳng định sở trường của cô ca sĩ người anh này là tái tạo lại hình ảnh âm nhạc của những nghệ sĩ da đen."

### Ghi nhận
Các cây viết của Rolling Stone xếp "Rolling in the Deep" ở vị trí đầu tiên trong danh sách "50 Đĩa đơn hay nhất năm 2011". Claire Suddath của tạp chí Time chọn "Rolling in the Deep" là một trong 10 Bài hát của năm 2011. "Rolling in the Deep" thắng hạng mục Best Track tại Q Awards 2011. MTV chọn đây là "Ca khúc của năm" của kênh. Amy Lee của nhóm nhạc rock Evanescence chọn đây là "Bài hát của năm" cũng như bầu chọn Adele là nghệ sĩ của năm.
"Rolling in the Deep" nhận giải Grammy cho Bản thu của năm, Bài hát của năm và Video âm nhạc xuất sắc nhất tại lễ trao giải thường niên lần thứ 54 vào đầu năm 2012.

## Video âm nhạc
Video âm nhạc chính thức công chiếu trên Channel 4 vào ngày 3 tháng 12 năm 2010. Video bắt đầu với một ngôi nhà hoang, Adele đang ngồi trên một cái ghế và hát. Trong video, có cảnh quay hàng trăm ly thủy tinh đổ đầy nước đang dao động theo từng nhịp trống, một người bí ẩn đang múa võ trong một căn phòng phủ đầy bột trắng và bụi, tay chơi trống đang đánh trống dưới lầu, những cái đĩa bị ném và vỡ hàng loạt đập vào bức tường phía trước cầu thang, có cả một mô hình màu trắng của một thành phố bị đốt cháy bằng bóng đèn vỡ vào cuối video.

## Quảng bá
Vào ngày 24 tháng 11 năm 2010, cô ca sĩ này đã xuất hiện tại chương trình Madiwodovrij Show của người dẫn chương trình Đức nổi tiếng Paul de Leeuw, và đồng thời biểu diễn ca khúc lần đầu tiên vào ngày 25 tháng 11 năm 2010. Cô cũng biểu diễn trên The Ellen DeGeneres Show tại Mỹ vào ngày 3 tháng 12 năm 2010. Ca khúc cũng được biểu diễn trước Hoàng gia tại Royal Variety Performance, vào ngày 9 tháng 12 năm 2010; buổi biểu diễn được truyền hình trực tiếp vào ngày 16 tháng 12 năm 2010. Trong chương trình Alan Carr: Chatty Man ở Vương quốc Anh vào ngày 17 tháng 1 năm 2011. Vào ngày 21 tháng 1 năm 2011, Adele biểu diễn "Rolling in the Deep" vào đêm chung kết của The Voice of Holland, ở đó cô cũng biểu diễn "Make You Feel My Love" với Kim de Boer. Vào ngày 26 tháng 1 năm 2011, cô biểu diễn ca khúc trên chương trình truyền hình ở Pháp mang tên Le Grand Journal. Ca khúc cũng là nhạc phim của phim truyền hình I Am Number Four. Trong một phần của chuyến lưu diễn quảng bá tại Bắc Mỹ cho album, Adele biểu diễn ca khúc trong chương trình Late Show with David Letterman vào ngày 21 tháng 2 năm 2011, trên Jimmy Kimmel Live! vào ngày 24 tháng 2 năm 2011, và vào ngày 1 tháng 3 năm 2011, trên chương trình MTV Live.

## Thương mại
Tại Anh Quốc "Rolling in the Deep" xuất phát ở vị trí thứ hai 2 (đĩa đơn thứ hai làm được điều này sau "Chasing Pavements"), xếp sau "Grenade" của Bruno Mars. Bài hát có 10 tuần liên tiếp trong top 10.
Tại Hoa Kỳ bài hát ra mắt ở vị trí 68 trên Billboard Hot 100 vào ngày 25 tháng 12 năm 2010. Bài hát là đĩa đơn đầu tiên của Adele xếp đầu trên một BXH của Billboard khi đứng đầu Hot Adult Top 40 Tracks vào tháng 3 năm 2011, và là bài hát số một tại đây khi chiếm ngôi vị quán quân Billboard Hot 100 vào tháng 5. Nhờ điều này Adele trở thành nghệ sĩ Anh đầu tiên đứng đầu đồng thời cả Billboard Hot 100 và Billboard 200 kể từ sau Leona Lewis vào năm 2008. Bài hát đã được chứng nhận bạch kim 8 lần, và tính tới tháng 10 năm 2015, "Rolling in the Deep" đã bán ra được 8,4 triệu bản thu kĩ thuật số ở Hoa Kỳ, trở thành bài hát kĩ thuật số bán chạy nhất của một nghệ sĩ nữ cũng như bài hát kĩ thuật số bán chạy thứ hai (cả nam và nữ), và là đĩa đơn thứ hai vượt ngưỡng 8 triệu lượt tải.
Tính tới 26 tháng 7 năm 2011, "Rolling in the Deep" là đĩa đơn kĩ thuật số bán chạy thứ 3 tại châu Âu với 1,26 triệu bản được bán ra. Trong ấn bản ngày 5 tháng 11 năm 2011 của Billboard, bài hát là quán quân trên bảng xếp hạng Adult Contemporary trong 19 tuần liên tiếp. "Rolling in the Deep" trở thành đĩa đơn bán chạy nhất của hãng đĩa XL Recordings, vượt qua "Paper Planes" của M.I.A. phát hành năm 2008.

## Trên các phương tiện truyền thông
"Rolling in the Deep" lần đầu gây chú ý khi được sử dụng trong trailer phim I Am Number Four và sau đó là trong phim. Bài hát này sau đó còn góp mặt trong các phim truyền hình dài tập như mùa ba của 90210, trong tập mở màn mùa sáu của Doctor Who, trong tập cuối mùa 4 của phim Gossip Girl, mùa thứ tư của The Secret Life of the American Teenager. "Rolling in the Deep" được sử dụng làm bài hát chủ đề của loạt chương trình truyền hình thực tế Made in Chelsea của kênh E4 và xuất hiện trong mùa thứ 8 của chương trình So You Think You Can Dance trong màn biểu diễn của thí sinh Mitchell Kelly. Thành Long cũng sử dụng bài hát này trong một bộ phim của ông được phát hành năm 2016: Skiptrace.
Nhạc nền của bài hát được sử dụng trong đoạn video tiếp thị của Apple Inc. cho sản phẩm iPhone 4S. Bài hát cũng được sử dụng trong phần intro của kênh CBC cho trận đấu thứ nhất của Chung kết Stanley Cup 2011 môn khúc côn cầu giữa Vancouver Canucks và Boston Bruins. trong khi nhạc nền của bài hát được phát trong các đoạn quảng bá của tuyển chọn cầu thủ cho các câu lạc bộ NBA năm 2011. Bài hát cũng được phát trong phần diễu hành các đoàn vận động viên tại Thế vận hội Mùa hè 2012 ở Luân Đôn.
Đầu năm 2016, doanh nhân và nhân vật truyền thông người Mỹ Donald Trump bắt đầu sử dụng "Rolling in the Deep" làm nhạc khởi động tại các buổi tập hợp cử tri trong chiến dịch trở thành ứng viên của đảng Cộng hòa ra tranh cử chức Tổng thống Hoa Kỳ. Người phát ngôn của nữ ca sĩ xác nhận rằng "Adele chưa cho phép ai sử dụng âm nhạc của cô cho bất kỳ hình thức vận động chính trị nào." Đây là một trong hai bài hát của Adele mà Trump sử dụng trong chiến dịch của ông cùng với "Skyfall". Tuy nhiên Trump vẫn tiếp tục sử dụng trước sự phản đối của Adele. Các nhà bình luận trên báo chí, trong đó có David Lister của The Independent, chỉ ra rằng Luật bản quyền Hoa Kỳ không cấm các chính trị gia sử dụng các bản nhạc tại các cuộc tập hợp cử tri, và cho biết thêm là địa điểm tập hợp cử tri của Trump có giấy phép biểu diễn công cộng.

## Danh sách ca khúc và định dạng
- Tải kỹ thuật số[54]

1. "Rolling in the Deep" – 3:48

- Kỹ thuật số EP[55]

1. "Rolling in the Deep" – 3:48
2. "Rolling in the Deep (Jamie xx Shuffle)" – 4:17
3. "Rolling in the Deep (Acapella)" – 3:56

- Đĩa đơn CD[56]

1. "Rolling in the Deep" – 3:48
2. "If It Hadn't Been for Love" (Michael Henderson, Christopher Stapleton) – 3:09

## Đội ngũ sản xuất
Đoạn này được lấy từ ghi chú CD của album 21.
- Giọng hát chính – Adele
- Nhạc sĩ – Adele Adkins, Paul Epworth
- Nhà sản xuất, bass, guitar acoustic, guitar điện, percussion và giọng phụ – Paul Epworth
- Hòa trộn âm thanh – Tom Elmhirst
- Trợ lý hòa trộn âm thanh – Dan Parry
- Thu âm – Mark Rankin
- Dương cầm – Neil Cowley
- Bộ trống – Leo Taylor
- Điều khiển âm thanh – Tom Coyne

## Bảng xếp hạng và chứng nhận doanh số
| Bảng xếp hạng (2010-2014)                | Vị trí cao nhất |
| ---------------------------------------- | --------------- |
| Úc (ARIA)                                | 3               |
| Áo (Ö3 Austria Top 40)                   | 3               |
| Bỉ (Ultratop 50 Flanders)                | 1               |
| Bỉ (Ultratop 50 Wallonia)                | 1               |
| Brazil (Billboard Hot 100 Airplay)       | 3               |
| Brazil (Billboard Hot Pop)               | 1               |
| Canada (Canadian Hot 100)                | 1               |
| Cộng hòa Séc (Rádio Top 100)             | 16              |
| Cộng hòa Séc (Singles Digitál Top 100)   | 95              |
| Đan Mạch (Tracklisten)                   | 3               |
| Châu Âu (Euro Digital Songs)             | 2               |
| Phần Lan (Suomen virallinen lista)       | 1               |
| Pháp (SNEP)                              | 3               |
| Đức (GfK)                                | 1               |
| Greece Digital Songs (Billboard)         | 4               |
| Hungary (Rádiós Top 40)                  | 2               |
| Iceland (Tónlist)                        | 1               |
| Ireland (IRMA)                           | 2               |
| Israel (Media Forest)                    | 2               |
| Ý (FIMI)                                 | 1               |
| Nhật Bản (Japan Hot 100)                 | 6               |
| Luxemburg Digital Songs (Billboard)      | 1               |
| Mexico Airplay (Billboard)               | 25              |
| Hà Lan (Dutch Top 40)                    | 1               |
| Hà Lan (Single Top 100)                  | 1               |
| New Zealand (Recorded Music NZ)          | 3               |
| Na Uy (VG-lista)                         | 8               |
| Ba Lan (Polish Airplay Top 100)          | 5               |
| Portugal Digital Songs (Billboard)       | 2               |
| Scotland (OCC)                           | 2               |
| Slovakia (Rádio Top 100)                 | 10              |
| Hàn Quốc International Chart (GAON)      | 1               |
| Tây Ban Nha (PROMUSICAE)                 | 5               |
| Thụy Điển (Sverigetopplistan)            | 11              |
| Thụy Sĩ (Schweizer Hitparade)            | 1               |
| Anh Quốc (OCC)                           | 2               |
| Hoa Kỳ Billboard Hot 100                 | 1               |
| Hoa Kỳ Adult Contemporary (Billboard)    | 1               |
| Hoa Kỳ Adult Pop Airplay (Billboard)     | 1               |
| Hoa Kỳ Alternative Songs (Billboard)     | 21              |
| Hoa Kỳ Dance Club Songs (Billboard)      | 14              |
| Hoa Kỳ Hot R&B/Hip-Hop Songs (Billboard) | 61              |
| Hoa Kỳ Hot Rock Songs (Billboard)        | 15              |
| Hoa Kỳ Latin Pop Songs (Billboard)       | 16              |
| Hoa Kỳ Pop Airplay (Billboard)           | 1               |
| Hoa Kỳ Rhythmic (Billboard)              | 12              |

| Bảng xếp hạng (2010)                  | Vị trí |
| ------------------------------------- | ------ |
| Dutch Top 40                          | 36     |
| Bảng xếp hạng (2011)                  | Vị trí |
| Australian Singles Chart              | 5      |
| Austrian Singles Chart                | 16     |
| Belgian Singles Chart (Flanders)      | 2      |
| Belgian Singles Chart (Wallonia)      | 1      |
| Canadian Hot 100                      | 1      |
| Danish Singles Chart                  | 10     |
| French Singles Chart                  | 2      |
| German Singles Chart                  | 4      |
| Greek Airplay Chart                   | 19     |
| Hungarian Airplay Chart               | 1      |
| Irish Singles Chart                   | 11     |
| Israeli Airplay Chart                 | 2      |
| Italian Singles Chart                 | 5      |
| Dutch Top 40                          | 1      |
| New Zealand Singles Chart             | 6      |
| Spanish Singles Chart                 | 18     |
| Swiss Singles Chart                   | 2      |
| UK Singles Chart                      | 9      |
| Hoa Kỳ Billboard Hot 100              | 1      |
| Hoa Kỳ Pop Songs (Billboard)          | 5      |
| Hoa Kỳ Adult Contemporary (Billboard) | 3      |
| Hoa Kỳ Adult Pop Songs (Billboard)    | 2      |
| Bảng xếp hạng (2012)                  | Vị trí |
| Belgian Singles Chart (Flanders)      | 51     |
| Belgian Singles Chart (Wallonia)      | 32     |
| Hungarian Airplay Chart               | 41     |
| Israeli Airplay Chart (ACUM)          | 6      |
| Spanish Singles Chart                 | 25     |
| Swiss Singles Chart                   | 34     |
| Hoa Kỳ Billboard Hot 100              | 71     |

| Bảng xếp hạng                      | Vị trí |
| ---------------------------------- | ------ |
| Úc (ARIA)                          | 6      |
| Áo (Ö3 Austria Top 40)             | 32     |
| Phần Lan (Suomen virallinen lista) | 17     |
| Pháp (SNEP)                        | 2      |
| Hà Lan (Mega Single Top 100)       | 5      |
| Thụy Điển (Sverigetopplistan)      | 27     |
| Thụy Sĩ (Schweizer Hitparade)      | 3      |
| Hoa Kỳ Billboard Hot 100           | 32     |

### Lượng tiêu thụ
| Quốc gia                                                                           | Chứng nhận       | Số đơn vị/doanh số chứng nhận |
| ---------------------------------------------------------------------------------- | ---------------- | ----------------------------- |
| Úc (ARIA)                                                                          | 7× Bạch kim      | 490.000^                      |
| Bỉ (BEA)                                                                           | 2× Bạch kim      | 60.000*                       |
| Brasil (Pro-Música Brasil)                                                         | Bạch kim         | 100.000*                      |
| Canada (Music Canada)                                                              | 9× Bạch kim      | 720.000*                      |
| Đan Mạch (IFPI Đan Mạch)                                                           | Bạch kim         | 60.000^                       |
| Đức (BVMI)                                                                         | Bạch kim         | 500.000^                      |
| Ý (FIMI)                                                                           | 4× Bạch kim      | 120.000*                      |
| México (AMPROFON)                                                                  | 4× Bạch kim+Vàng | 270.000*                      |
| New Zealand (RMNZ)                                                                 | 3× Bạch kim      | 45.000*                       |
| Tây Ban Nha (PROMUSICAE)                                                           | Bạch kim         | 40.000*                       |
| Thụy Sĩ (IFPI)                                                                     | 3× Bạch kim      | 90.000^                       |
| Anh Quốc (BPI)                                                                     | 2× Bạch kim      | 1.200.000‡                    |
| Hoa Kỳ (RIAA)                                                                      | 8× Bạch kim      | 8.444.000                     |
| Hoa Kỳ (RIAA) Mastertone                                                           | Vàng             | 500.000^                      |
| * Chứng nhận dựa theo doanh số tiêu thụ. ^ Chứng nhận dựa theo doanh số nhập hàng. |                  |                               |

## Lịch sử phát hành
| Khu vực     | Ngày tháng           | Định dạng                                  |
| ----------- | -------------------- | ------------------------------------------ |
| Hà Lan      | 29 tháng 11 năm 2010 | Tải kĩ thuật số                            |
| Hoa Kỳ      | 30 tháng 11 năm 2010 | Tải kĩ thuật số                            |
| Nhật Bản    | 22 tháng 12 năm 2010 | Tải kĩ thuật số                            |
| Thụy Sĩ     | 27 tháng 12 năm 2010 | Tải kĩ thuật số                            |
| Đức         | 27 tháng 12 năm 2010 | Tải kĩ thuật số                            |
| Áo          | 27 tháng 12 năm 2010 | Tải kĩ thuật số                            |
| Úc          | 10 tháng 1 năm 2011  | Phát thanh contemporary hit                |
| Đức         | 14 tháng 1 năm 2011  | Đĩa đơn CD                                 |
| Úc          | 16 tháng 1 năm 2011  | EP kĩ thuật số                             |
| Anh Quốc    | 16 tháng 1 năm 2011  | EP kĩ thuật số                             |
| Ireland     | 16 tháng 1 năm 2011  | EP kĩ thuật số                             |
| New Zealand | 16 tháng 1 năm 2011  | EP kĩ thuật số                             |
| Bỉ          | 16 tháng 1 năm 2011  | EP kĩ thuật số                             |
| Thụy Sĩ     | 16 tháng 1 năm 2011  | EP kĩ thuật số                             |
| Bồ Đào Nha  | 16 tháng 1 năm 2011  | EP kĩ thuật số                             |
| Úc          | 16 tháng 1 năm 2011  | EP kĩ thuật số                             |
| Áo          | 16 tháng 1 năm 2011  | EP kĩ thuật số                             |
| Pháp        | 16 tháng 1 năm 2011  | EP kĩ thuật số                             |
| Đức         | 16 tháng 1 năm 2011  | EP kĩ thuật số                             |
| Đan Mạch    | 16 tháng 1 năm 2011  | EP kĩ thuật số                             |
| Canada      | 16 tháng 1 năm 2011  | EP kĩ thuật số                             |
| Phần Lan    | 16 tháng 1 năm 2011  | EP kĩ thuật số                             |
| Hy Lạp      | 16 tháng 1 năm 2011  | EP kĩ thuật số                             |
| Tây Ban Nha | 16 tháng 1 năm 2011  | EP kĩ thuật số                             |
| Ý           | 16 tháng 1 năm 2011  | EP kĩ thuật số                             |
| Na Uy       | 16 tháng 1 năm 2011  | EP kĩ thuật số                             |
| Luxembourg  | 16 tháng 1 năm 2011  | EP kĩ thuật số                             |
| Hà Lan      | 16 tháng 1 năm 2011  | EP kĩ thuật số                             |
| Thụy Điển   | 16 tháng 1 năm 2011  | EP kĩ thuật số                             |
| Nhật Bản    | 16 tháng 1 năm 2011  | EP kĩ thuật số                             |
| Anh Quốc    | 17 tháng 1 năm 2011  | Đĩa đơn CD                                 |
| Hoa Kỳ      | 1 tháng 2 năm 2011   | Tải kĩ thuật số remix của Jamie XX Shuffle |
| Hoa Kỳ      | 8 tháng 3 năm 2011   | Airplay mainstream                         |
| Hoa Kỳ      | 26 tháng 7 năm 2011  | Airplay urban contemporary                 |

## Phiên bản cover

### Phiên bản của Linkin Park
"Rolling in the Deep" được ban nhạc rock Linkin Park cover và đưa vào trong EP trực tiếp iTunes Festival. Bài hát gia nhập UK Rock Singles Charts ở vị trí số 1, và bảng xếp hạng UK Singles ở vị trí số 42 dù không được phát hành làm đĩa đơn. Bài hát được nhóm hát lại 2 lần, một lần tại một buổi gặp mặt Linkin Park Underground và một tại The Roundhouse thuộc iTunes Festival. "Rolling in the Deep" được phát trên các đài phát thanh alternative để quảng bá vào ngày 8 tháng 7 năm 2011.

#### Xếp hạng
| Bảng xếp hạng(2012)                  | Vị trí cao nhất |
| ------------------------------------ | --------------- |
| UK Rock (Official Charts Company)    | 1               |
| UK Singles (Official Charts Company) | 42              |

### Các bản cover khác
Bài hát được nhiều nghệ sĩ tên tuổi biểu diễn lại như David Cook, Ariana Grande, Nicole Scherzinger, và rapper Lil Wayne. Vào tháng 1 năm 2011, Jamie xx remix lại ca khúc, với Childish Gambino sau đó thêm phần rap vào bản remix. Vào tháng 2 năm 2011, Mike Posner phát hành bản cover của bài hát. Bản thu của anh được Idolator miêu tả là "một bản nhạc điện tử đã phần nào giữ lại được nỗi đớn đau trong giai điệu gốc của Adele." Cũng trong tháng 2 nhóm nhạc Scotland Kassidy cũng cover lại ca khúc. John Legend tải lên một phiên bản a cappella R&B vào tháng 4 năm 2011 trên SoundCloud. "Rolling in the Deep" kể từ đó được hát lại bởi Lea Michele và Jonathan Groff trong tập "Prom Queen", mùa thứ hai của series phim Glee. Đĩa đơn đứng ở vị trí 29 trên Billboard Hot 100 và 49 trên UK Singles Chart và sau đó góp mặt trong album Glee: The Music, Volume 6. Bài hát cũng được Céline Dion trong chương trình Las Vegas Show của cô.

### Bản của Aretha Franklin
Aretha Franklin hát lại ca khúc trong album Aretha Franklin Sings the Great Diva Classics phát hành ngày 29 tháng 9 năm 2014. Ca khúc chủ đạo của album cover này đạt vị trí quán quân BXH dance Hoa Kỳ, mang về cho Aretha Franklin dĩa đơn quán quân thứ sáu trên bảng xếp hạng này. Nó cũng có mặt trên Billboard Hot R&B/Hip-Hop Songs ở vị trí thứ 47. Franklin cũng là nghệ sĩ thứ tư và nghệ sĩ nữ đầu tiên (sau Lil Wayne, Jay Z và James Brown), có 100 bài hát được ghi danh trên các bảng xếp hạng.

#### Xếp hạng
| BXH (2014–15)                            | Vị trí cao nhất |
| ---------------------------------------- | --------------- |
| Hoa Kỳ Adult R&B Songs (Billboard)       | 30              |
| Hoa Kỳ Dance Club Songs (Billboard)      | 1               |
| Hoa Kỳ Hot R&B/Hip-Hop Songs (Billboard) | 47              |